# Louis-Laurent-Auguste Guillet
Pour les articles homonymes, voir Guillet.
Louis-Laurent-Auguste Guillet, né le 16 décembre 1794 à Hardway (Hampshire) (en) (Angleterre) et mort le 30 mars 1871 dans le 17e arrondissement de Paris, est un administrateur colonial français.

## Biographie
Fonctionnaire du Commissariat de la Marine, Guillet accomplit l’essentiel de sa carrière dans l’exercice de responsabilités en Outre-Mer.
Entré dans l’administration de la Marine en qualité de secrétaire particulier de l’amiral Jurien de La Gravière, il est nommé commis de la Marine le 16 janvier 1822. Embarqué à bord de l’escadre des Antilles commandée par le même Jurien de La Gravière, il finit par faire fonction de commissaire de l’ensemble de la division à la suite de l’épidémie qui décime les équipages. Il suit son mentor dans ses différentes affectations comme préfet maritime. Guillet est en poste à Rochefort (Charente-Maritime) lorsqu’il est promu sous-commissaire de la Marine de 2e classe le 16 mai 1832 puis sous-commissaire de 1re classe le 26 décembre 1834. 
Appelé à exercer les fonctions d’ordonnateur de la Marine dans la colonie du Sénégal, il y relève le sous-commissaire Cadéot le 18 avril 1835. Il doit déléguer cette responsabilité à un subalterne lorsqu’il est contraint d’assumer les fonctions de gouverneur par intérim de la colonie, qui lui échoient à compter du 29 décembre 1836 à la suite du décès du titulaire du poste, le lieutenant de vaisseau Malavois. Il en rétrocède les pouvoirs le 15 septembre 1837 au nouveau gouverneur arrivé de France, le capitaine de corvette Soret. La façon distinguée dont Guillet assure cette suppléance lui vaut une promotion accélérée au grade de commissaire de 2e classe le 8 décembre 1837. Entretemps, il est passé ordonnateur de la Guyane, où il reste en poste du 7 novembre 1837 au 15 octobre 1839.
Il est ensuite nommé ordonnateur de la Martinique, laissant sa succession à Cayenne à son collègue Cadéot. Promu commissaire de 1re classe le 15 octobre 1841, il se distingue par son activité dans l’organisation des secours aux victimes du tremblement de terre de 1843. 
Passé ordonnateur de la Guadeloupe le 11 avril 1848, Guillet acquiert une rapide notoriété locale en instituant et administrant une Banque de prêt destinée à surmonter la crise agricole et financière traversée par l’île grâce au crédit. Cette action lui vaut de réunir 2742 voix soit 8,12% des suffrages sur son nom lors des élections législatives de 1848 en Guadeloupe, score néanmoins insuffisant pour être élu. Élevé au grade de commissaire général de la Marine de 2e classe le 8 septembre 1848, il fait fonction de gouverneur par intérim de la Guadeloupe à deux reprises, du 13 décembre 1853 au 12 janvier 1854, puis plus longuement du 29 mai 1856 au 4 mars 1857. Admis dans le cadre de réserve le 13 février 1858, il remet ses fonctions d’ordonnateur à son successeur le 8 avril suivant.
Le commissaire général ordonnateur Guillet avait par ailleurs été promu commandeur de la Légion d'honneur par décret du 10 février 1858.

## Sources
- « Nécrologie de M. le commissaire général de la Marine Guillet », La Revue maritime, Volume 33, 1872, p.901-902.
- Christian Schefer, Instructions générales données de 1763 à 1870 aux gouverneurs et ordonnateurs des établissements français en Afrique Occidentale. Tome II : 1831-1870, Société française d'histoire des outre-mers, 1927, 700 p.

## Postérité
- La rue Dr Guillet à Dakar[14].